# Pfalz Dr II
Die Pfalz Dr II war ein von den Pfalz-Flugzeugwerken entwickeltes deutsches Dreidecker-Jagdflugzeug im Ersten Weltkrieg.

## Entwicklung
Der erste Dreidecker der Pfalz-Flugzeugwerke, die Dr I, hatte während der Erprobung im August 1917 zwar hervorragende Flugleistungen, insbesondere die Steigleistung betreffend, erbracht, doch wurden die Tests durch den von Siemens & Halske neu entwickelten und nicht ausgereiften 160-PS-Umlaufmotor Sh III beeinträchtigt. Deshalb entschloss sich die Idflieg im Oktober 1917, ein zweites Muster in Auftrag zu geben, das mit dem schwächeren, aber dafür zuverlässigen 110-PS-Umlaufmotor Sh I ausgerüstet werden sollte. Der von Pfalz-Chefkonstrukteur Rudolf Geringer konstruierte und als Dr II bezeichnete Typ wurde im Dezember des Jahres fertiggestellt. Aufgrund der leichter ausgeführten Struktur und auch des im Gegensatz zum Sh III leichteren Triebwerks wog die Dr II über 100 kg weniger als ihre Vorgängerin. Zusätzlich waren die Abmessungen des Trag- und Leitwerks verringert worden. Die Tiefe der oberen und unteren Tragfläche wurde um je 10 cm vergrößert, die der mittleren blieb gleich. Trotz der geringeren Masse ergaben die noch im Dezember 1917 durchgeführten Testflüge eine eher mäßige Steigleistung von 31 min auf 6000 m Höhe. Die Idflieg entschied daher, den Prototyp mit einem Oberursel  Ur II auszustatten, der allerdings fast leistungsgleich war. Dementsprechend dürfte die im Januar 1918 durchgeführte Typenprüfung ausgefallen sein, von der keine Ergebnisse bekannt sind. Die Versuche mit der Dr II wurden denn auch eingestellt. Zur besseren Unterscheidung wurden noch im Nachhinein entgegengesetzt der zeitlichen Abfolge die Typenkürzel Dr II für die Ausrüstung mit dem Ur II und Dr IIa für den Sh I vergeben.

## Technische Daten
| Kenngröße                       | Daten (Dr IIa) |
| ------------------------------- | --- |
| Besatzung                       | 1 |
| Spannweite                      | 7,20 m |
| Länge                           | 5,95 m |
| Leermasse                       | 395 kg |
| Startmasse                      | 568 kg |
| Antrieb                         | ein luftgekühlter Neunzylinder-Umlaufmotor mit starrer Zweiblatt-Holzluftschraube                                                                 |
| Typ                             | Siemens & Halske Sh I |
| effektive Leistung Nennleistung | 112 PS (82 kW) in Bodennähe 100 PS (74 kW) bei 900/min                                                                                            |
| Steigzeit                       | 3 min auf 1000 m Höhe 6,5 min auf 2000 m Höhe 10,2 min auf 3000 m Höhe 14,4 min auf 4000 m Höhe 19,4 min auf 5000 m Höhe 28,9 min auf 6000 m Höhe |